# روبرت غريني
روبرت غريني (بالإنجليزية: Robert Greene) (و. 1558 – 1592 م) هو كاتب مسرحي، وكاتب بريطاني، ولد في نورتش، توفي في لندن، عن عمر يناهز 34 عاماً.

## التعليم
تعلم في كلية جسد المسيح ‏.

## روابط خارجية
- روبرت غريني على موقع الموسوعة البريطانية (الإنجليزية)
- روبرت غريني على موقع ميوزك برينز (الإنجليزية)
- روبرت غريني على موقع إن إن دي بي (الإنجليزية)